# Pullulation de méduses

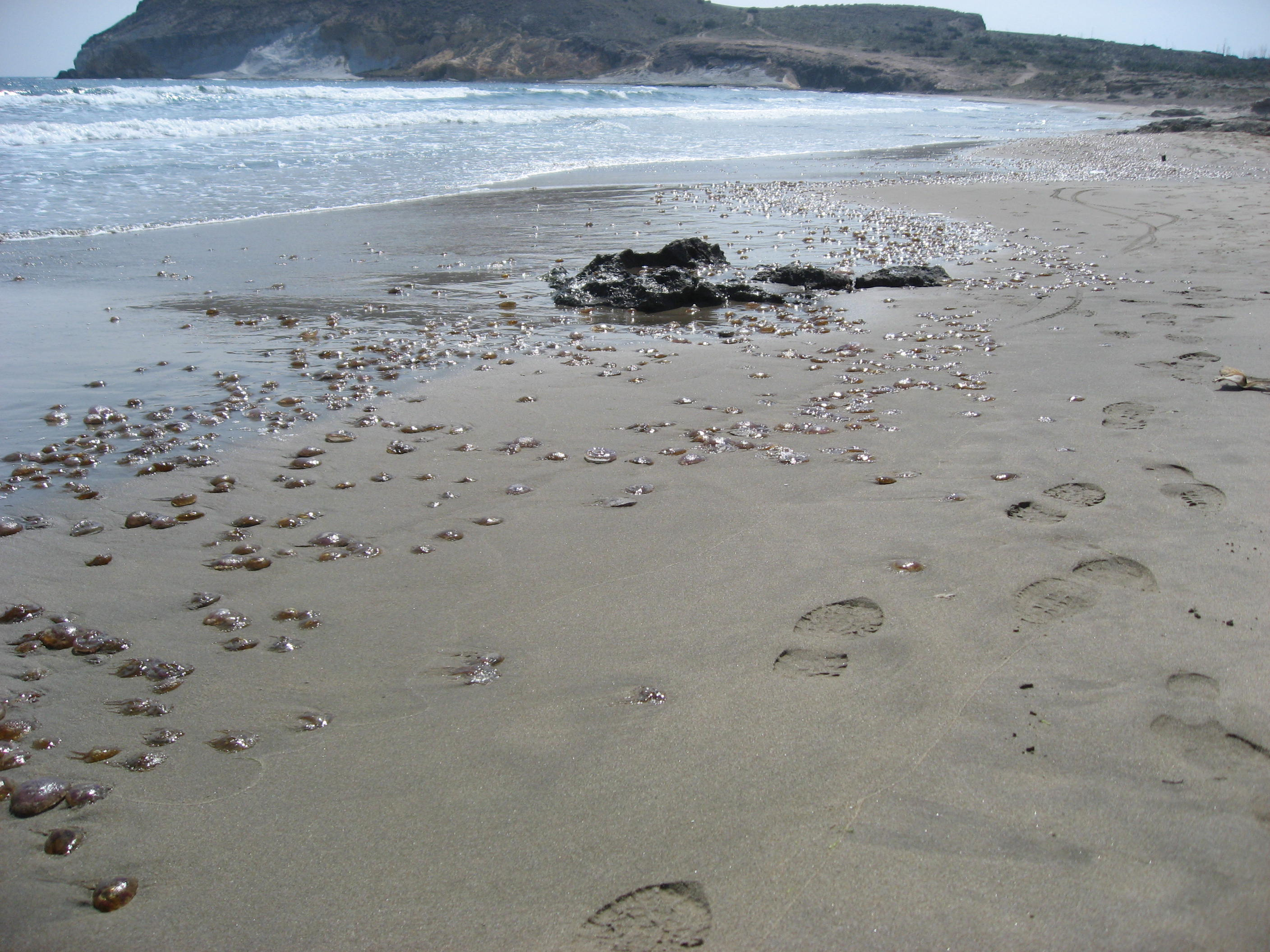
Pullulation et échouage massif de méduses Pelagia noctiluca dans le Sud de l'Espagne.

La pullulation de méduses, prolifération de méduses, bloom de méduses ou invasion de méduses est un phénomène de multiplication massive de certaines espèces de méduses (cnidaires libres). Il s'agit d'un type d'invasion biologique.
Ce phénomène semble être devenu beaucoup plus courant vers la fin du XXe siècle, l'action humaine (surpêche, réchauffement des eaux, pollution...) est potentiellement incriminée. Toutefois, les différentes espèces de méduses ont différentes réponses, et on pense qu'il existe de nombreuses autres causes encore inconnues responsables de tels phénomènes[réf. souhaitée].
Les pullulations peuvent aussi concerner les cténophores, comme ce fut le cas en mer Noire dans les années 1990 avec l'espèce Mnemiopsis leidyi, transportée à partir des côtes américaines dans les eaux de ballast et qui décima alors les pêcheries locales d'anchois.
Ainsi qu'on le suppose depuis une vingtaine d'années , les proliférations de méduses sont en nette augmentation. Entre 2013 et 2020 la CIESM a engagé un programme de surveillance hebdomadaire de ces pullulations dans les eaux côtières méditerranéennes du Maroc à la mer Noire, révélant ainsi leur présence quasiment toute l'année quelque part dans le Bassin, avec des pics  entre mars et juillet le plus souvent, et à nouveau en automne. Ces proliférations sont le fait d'espèces distinctes selon la localité : elles sont causées en majorité par Pelagia noctiluca et Velella velella en Méditerranée occidentale, par Rhizostoma pulmo et Rhopilema nomadica en Mediterranée orientale, et par Aurelia aurita et Mnemiopsis leidyi en mer Noire.

## Description

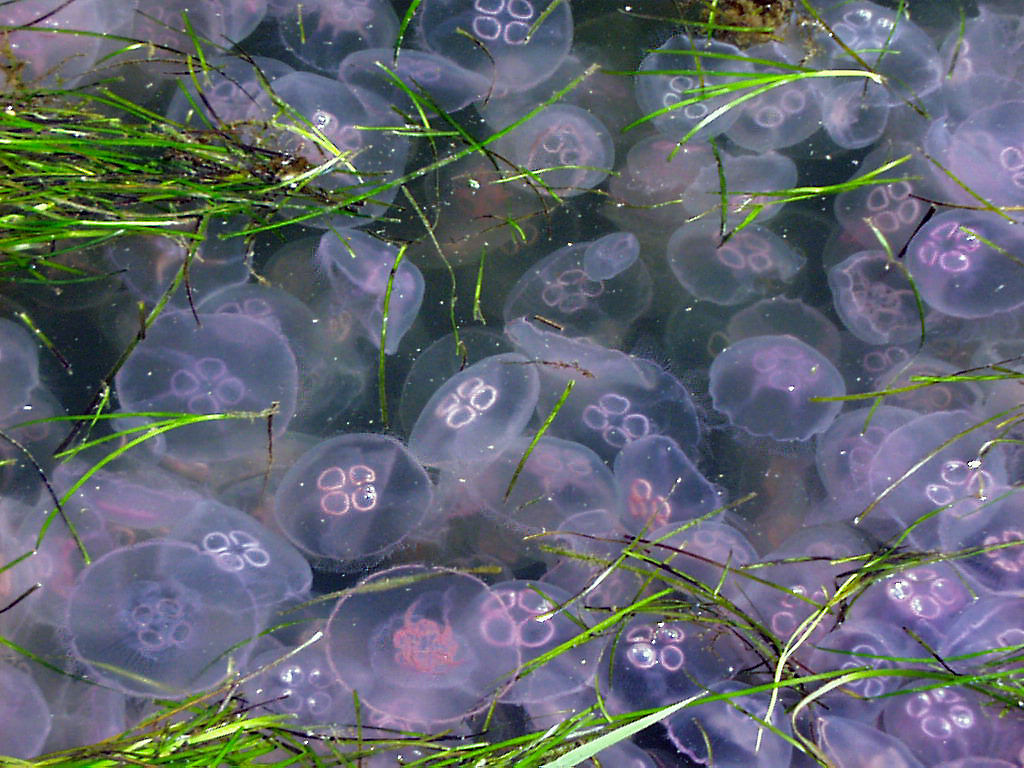
Prolifération d’Aurelia aurita au Danemark.

Les pullulations de méduses apparaissent lorsque ces dernières se reproduisent massivement et en grand nombre. La plupart des espèces de méduses sont concernées, mais certaines espèces sont plus enclines à la pullulation que d'autres.
Rapidement, une même espèce de méduse (bien qu'il puisse y avoir des pullulations « mixtes » avec plusieurs espèces de cnidaires) peut occuper la surface et une partie de la colonne d'eau sur plusieurs dizaines, voire plusieurs centaines de kilomètres carrés sur la surface de la mer.
De telles pullulations peuvent, lorsque ces populations de méduses sont transportées par les courants jusqu'aux côtes, causer des échouages massifs.

## Causes
Les raisons de ces pullulations sont diverses.

### Réchauffement de la température des eaux
- La température peut jouer un rôle dans les pullulations de méduses en favorisant le développement des jeunes stades. En eaux tropicales, les pullulations ont lieu toute l'année, notamment avec des espèces comme Linuche unguiculata, mais sont régulées par des espèces mangeuses de méduses comme le dauphin, l'orque.
- En milieu portuaire et au pied des rejets d'eaux chaudes des centrales nucléaires, les éphyrules d'espèces comme Aurelia aurita peuvent bourgeonner toute l'année et sans arrêt, entrainant ainsi des pullulations[6]. Lorsque ce phénomène touche les entrées des centrales nucléaires, les crépines d'aspiration risquent d'être colmatées.

### Disparition des prédateurs
De nombreux animaux, notamment en Méditerranée, comme les tortues marines et les thons, principaux mangeurs de méduses, en disparaissant, favorisent les pullulations. Les thons et notamment les thons rouges (genre thunnus), sont actuellement victimes d'une surpêche et leur disparition serait l'une des causes directes de la pullulation des méduses ; la disparition des tortues marines, grandes consommatrices de méduses, en serait aussi une des causes principales. En Espagne, on tente de réintroduire les tortues marines pour stopper les pullulations de Pelagia noctiluca. C'est, avec le réchauffement des eaux, une des raisons principales de la multiplication des Pelagia noctiluca en Méditerranée du nord.

### Disparition despoissonsà cause de lasurpêche
La niche écologique laissée vide à la suite de la surpêche des poissons pélagiques est occupée par les méduses. Ces dernières se nourrissent en effet de la même nourriture (plancton, petit necton) et occupent le même milieu (Pleine eau). De plus, la surpêche concerne aussi de grands prédateurs, comme le thon rouge, dont la disparition partielle en Méditerranée encourage la multiplication de Pelagia noctiluca.
La surpêche ou le braconnage de tortues marines consommatrice de méduses (ainsi que leur capture accidentelle et l'étouffement par ingestion de sacs plastiques) peut aussi participer à ce phénomène.
La tortue luth est normalement et périodiquement trouvées près du littoral Français ou d'Afrique où elles consomment par exemple la méduse Rhizostoma pulmo. Mais ce reptile ectotherme, c'est-à-dire capable dans une certaine mesure de maintenir son organisme plus chaud que l'eau semble aussi très friandes de la méduse rouge de l'Arctique (Cyanea capillata) et remonte très au nord (Québec) pour aller se nourrir dans les bancs de méduse de la Mer du Labrador) pour les trouver .
La surpêche de sardines (10 millions de tonnes de sardines), merlus et chinchards sur les côtes de Namibie a modifié durablement l'écosystème au bénéfice d'espèces liées aux détritus et aux zones sans oxygène, comme les gobies et deux espèces de méduses, Aequorea forskalea (en) et Chrysaora fulgida (en). La prolifération de ces méduses est telle que leur abondance estimée avec une masse de 12 millions de tonnes correspond à 2,5 fois la biomasse de l'ensemble des stocks de poissons commerciaux subsistants.
En 2013, les méduses semblent en expansion dans toutes les mers (dont la mer du Japon, la mer Noire, la mer Méditerranée, etc.), et que là où elles pullulent, il y a situation de surpêche . Une nouvelle étude de l'IRD faite en partenariat avec la Namibie (publiée dans le Bulletin of marine science) confirme que l'absence de surpêche semble empêcher les grandes pullulations de méduses.

### Eutrophisation
L'eutrophisation littorale entraîne des proliférations excessives de phytoplancton liées aux apports terrigènes massifs d'azote et de phosphore, proliférations qui entraînent d'importants blooms de zooplancton dont les copépodes consommant du phytoplancton et qui, en représentant 90 % des organismes planctoniques, constituent le menu principal des méduses,.

### Pollution physique et chimique

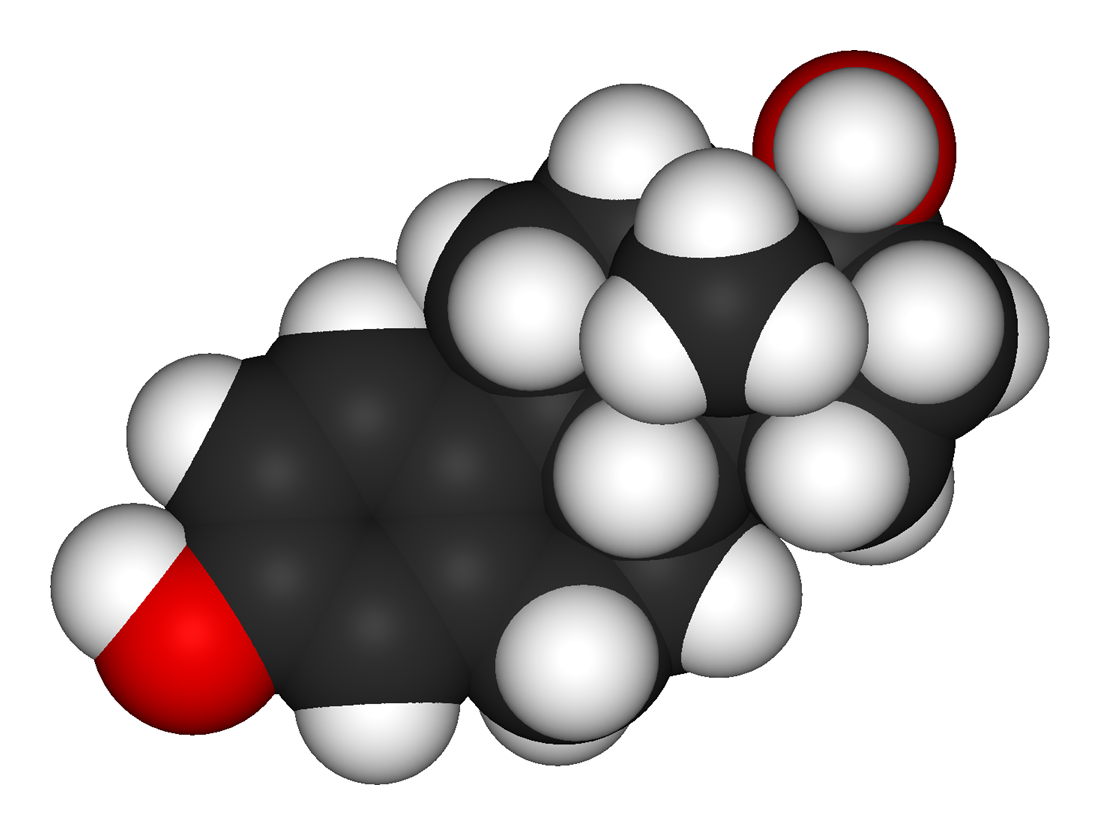
Les rejets d'œstradiol dans l'océan serait l'une des causes indirectes de la prolifération des méduses

La pollution chimique comme cause est une hypothèse. Les rejets dans l'océan d'hormones - notamment l'œstradiol - contenues dans les médicaments pour le traitement de la ménopause et les contraceptifs - eux-mêmes contenus dans les urines humaines - entraîneraient des mutations chez les poissons. Bien qu'en quantités très réduites, ces hormones, très puissantes, influenceraient le développement sexuel des poissons ; ce qui les rendrait, par modification hormonale, femelle. La perte des mâles empêcherait ainsi de plus en plus la reproduction de ces poissons. Cela encouragerait par le déclin de ces populations piscicoles, la prolifération de méduses, qui, de par leur capacité de bourgeonnement et d'asexualité, ne craignent pas ces hormones. Ces dernières ne sont, en effet, pas filtrées par les stations d'épuration, n'étant pas initialement conçues pour retenir ce type de molécule,.
L'acidification des océans due à la pollution a des effets néfastes de l’acidification sur le plancton calcifiant, permettant aux méduses de profiter de niches libres du fait du développement de leur nourriture principale à base d'espèces non calcifiantes ou du ramollissement des écailles des alevins de poissons, une autre de leurs proies favorites, écailles qu'elles n'ont plus à recracher,.
La présence grandissante de déchets plastiques, qui deviennent en pleine mer des supports sur lesquels, à leur stade précoce (kyste), les méduses peuvent se fixer, est une cause de pollution physique.

### Causes non anthropogéniques
Une compilation de 37 bases de données couvrant la période 1790-2011, réalisée  en 2013 par une équipe internationale réunie autour de Robert Condon, du centre de recherche Dauphin Island Sea Lab (en) en Alabama, a mis en évidence des oscillations naturelles, des cycles de croissance et d’effondrement des populations de méduses, avec une périodicité de 20 ans environ, suggérant que les causes des pullulations ne seraient pas qu'anthropogéniques.

## Conséquences
Les conséquences de ces pullulations sont le plus souvent néfastes, notamment pour l'homme. En 2016, l'Aquarium de Paris inaugure son Medusarium pour sensibiliser ses visiteurs à la gélification des océans.

### Déclin des populations piscicoles
Si le réchauffement climatique persiste dans les années à venir, il reste très probable que les populations de méduses augmenteront considérablement dans toutes les mers et océans du monde, condamnant par ailleurs les poissons, de plus en plus consommés et concurrencés par les méduses. Cette disparition des poissons risque de devenir un cercle vicieux ; ce déclin des populations piscicoles, y compris des prédateurs de méduse, laisse de la place à ces dernières qui exercent de plus en plus une pression prédatoriale sur eux. Des bancs de Pelagia noctiluca peuvent ainsi s'étaler sur douze kilomètres de long, entre dix et cent mètres de fond et compter jusqu'à 100 individus au mètre carré. La raréfaction des poissons risque d'entraîner une explosion du nombre de méduses au point que les scientifiques parlent aujourd'hui de « gélification des océans ».

### Conséquences sur l'activité humaine

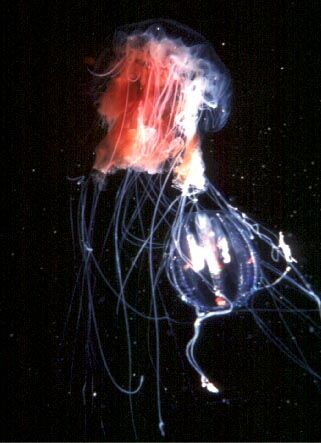
Grandes consommatrices de plancton et de petits animaux nectoniques, les méduses, en grand nombre, peuvent à long terme causer le déclin des populations piscicoles pélagiques

#### Pêche
Les pullulations de méduses entrainent la baisse locale des prises lors de pêches au chalut. D'abord, parce que les méduses se nourrissent des larves et alevins de poissons, et que les populations de poissons pélagiques, -y compris des espèces consommées par l'homme- peuvent donc fortement diminuer à long terme au sein d'une certaine zone contaminée par de telles invasions. Un bon exemple reste les sorties des eaux chauffées des centrales nucléaires en mer du Nord, où localement les prises de poissons tendent à la baisse, à cause de la pullulation de larves d'Aurélies. Un autre problème reste que lors des récupérations des prises par filets, un grand nombre de méduses peuvent s'y empêtrer, écrasant et intoxiquant ainsi les poissons comestibles se trouvant en dessous, faisant diminuer la valeur marchande des prises ; il arrive même que les filets soient déchirés sous le poids des cnidaires. Cet inconvenant reste surtout valable pour de grosses méduses, tels le genre cyanea en mer du Nord ou encore la méduse géante Nemopilema nomurai au Japon. La pullulation est telle qu'en 2009, un chalutier japonais a chaviré en tentant de remonter ses filets qui étaient remplis de ces méduses géantes.
Certaines pullulations sont d'ailleurs si grandes que seules des méduses sont prises; de tels phénomènes incitent les autorités à trouver une valeur commerciale aux méduses, ce qui pourrait être réalisable en raison de la comestibilité de certaines espèces, déjà consommées dans certains pays d'Asie.

#### Tourisme
Les pullulations de méduses, lorsqu'elles sont urticantes, peuvent être néfastes pour le tourisme : les espèces comme Pelagia noctiluca, notamment en Méditerranée, sont de véritables plaies pour les baigneurs. De plus, lorsqu'elles s'échouent, des passants peuvent être piqués si ces derniers marchent dessus par accident. Les municipalités concernées sont forcées de fermer les plages, d'installer des filets anti méduses ou de capturer les méduses en masse pour les incinérer.

#### Pisciculture
Les pullulations de méduses, lorsqu'elles traversent des zones de pisciculture, peuvent, s'il s'agit d'espèces relativement urticantes, tuer un grand nombre de poissons et ruiner les pisciculteurs. Un des cas les plus connus et celui de l'invasion de Pelagia noctiluca en Irlande du Nord, en mi-novembre 2007, tuant plus de 10 000 saumons et coûtant plus de 2 millions de dollars.

#### Centrales nucléaires et autres installations
Les pullulations de méduses près de centrales nucléaires ou de centre de désalinisation de l'eau de mer, dus aux rejets d'eaux chaudes dans l'océan, peuvent colmater les crépines d'aspiration de telles installations. Ce phénomène a notamment été constaté en mer du Nord et au Japon : par deux fois, de tels colmatages ont failli déboucher sur des problèmes graves. Il est notable que ces pullulations aux bords de telles installations sont responsables d'autres impacts, notamment de la disparition locale des populations piscicoles (voir plus haut).

## Espèces concernées
De nombreuses espèces sont concernées, dont :
- Aurelia aurita, la méduse commune, que l'on trouve souvent en pullulation et qui est cosmopolite. Néanmoins, elle n'est pas dangereuse pour l'homme et sa piqûre peut être ressentie de différentes façons, de symptômes nuls à une piqûre douloureuse.
- Pelagia noctiluca, qui n'est pas dangereuse pour l'homme, mais dont la piqûre est relativement douloureuse. Cette espèce est assez encline à la pullulation -à la différence d'autres méduses, les œufs une fois fécondés deviennent directement des petits adultes, ce qui facilite la pullulation- notamment en Méditerranée où elle est considérée comme une véritable plaie. D'autres pullulations à travers le monde de cette espèce ont été signalées, notamment dans l'Atlantique, par exemple en Irlande et en Uruguay. Les années à méduses de cette espèce, archivées depuis 1755, correspondent à une périodicité d'environ 12 ans et sont toujours précédées de trois années chaudes avec peu de précipitations[30].
- Rhizostoma pulmo et Rhizostoma octopus, non dangereuse pour l'homme, pas ou peu urticante, causant tout au plus des rougeurs et quelques démangeaisons.
- Nemopilema nomurai qui est devenue invasive au Japon, où elles se prennent par centaines dans les filets de pêche. Cette méduse pose problème depuis août 2005, déchirant les filets, écrasant et intoxiquant les poissons capturés se trouvant en dessous d'elle -du fait de sa masse relativement importante- faisant ainsi perdre de la valeur commerciale aux prises.
- Cyanea capillata que les pêcheurs de l'Atlantique nord prennent souvent par centaines dans leurs filets. De masse très importante, elle est accusée du même impact sur les prises de pêche que sa cousine nippone.
- Linuche unguiculata, une petite espèce tropicale qui souvent peut former des bandes de plusieurs milliers d'individus, couvrant plus de 300 km2 et plusieurs mètres de profondeur. Les piqûres ne sont pas dangereuses, mais peuvent causer, notamment par les larves et les jeunes, des éruptions cutanées appelées seabather's eruption[31].

D'autres animaux gélatineux non apparentés aux méduses peuvent aussi être sujets à des échouages massifs, comme les hydrozoaires Velella velella et Physalia physalis, ou encore des salpes et cténaires.

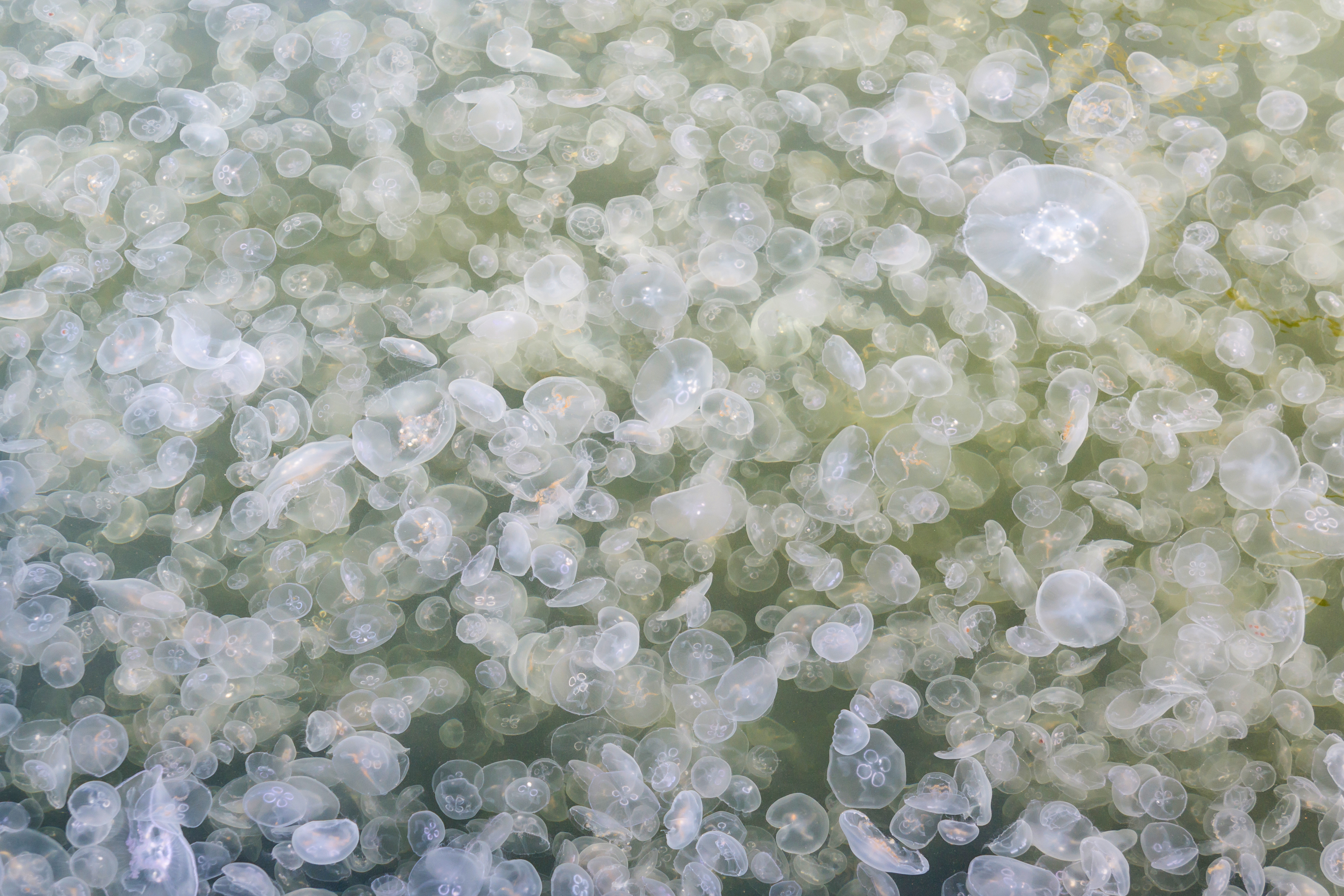
Pullulation d'Aurelia aurita en Allemagne.
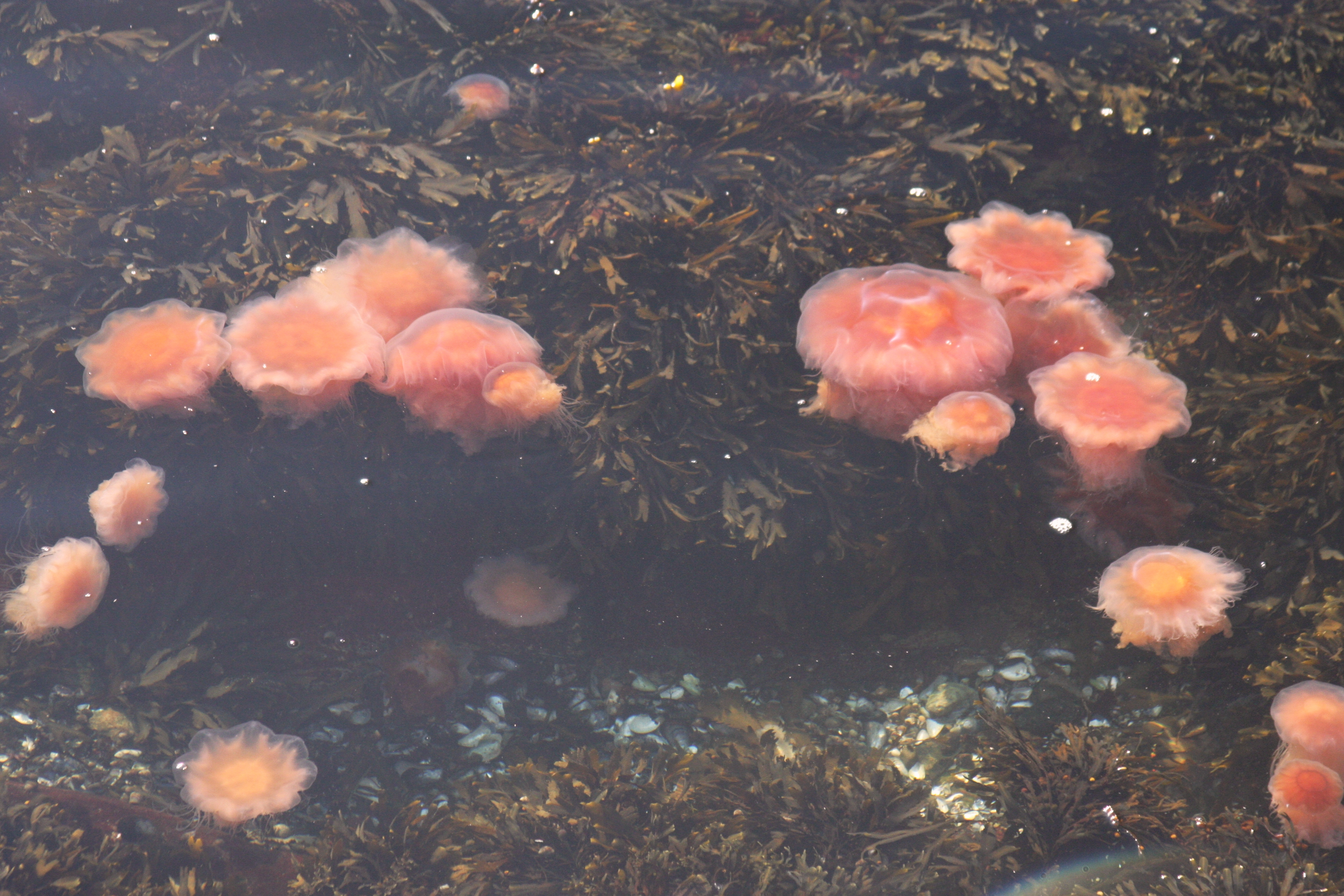
Pullulation de Cyanea capillata en Norvège.
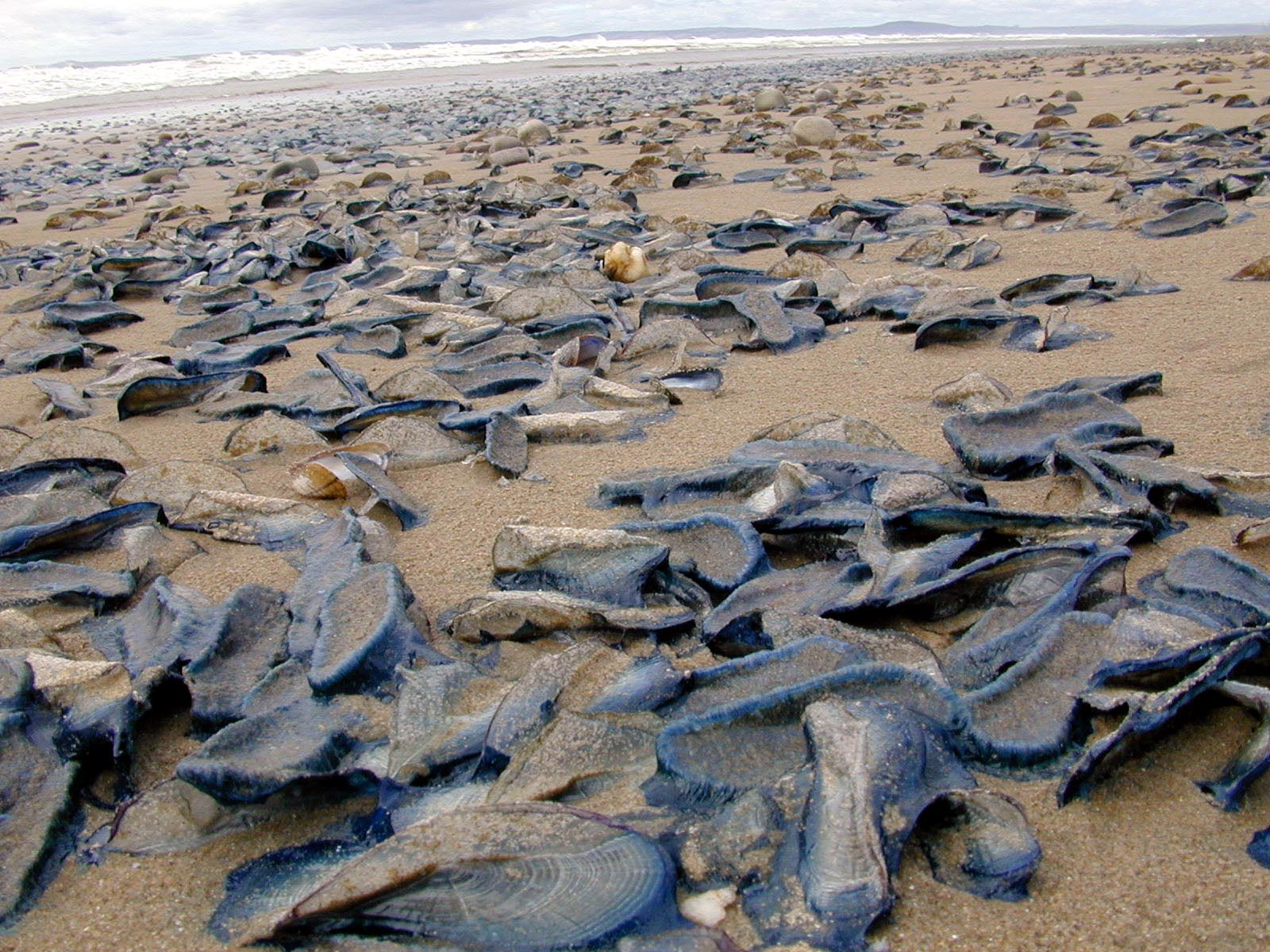
Echouage massif de l'hydrozoaire Velella velella, phénomène commun en Europe au printemps.
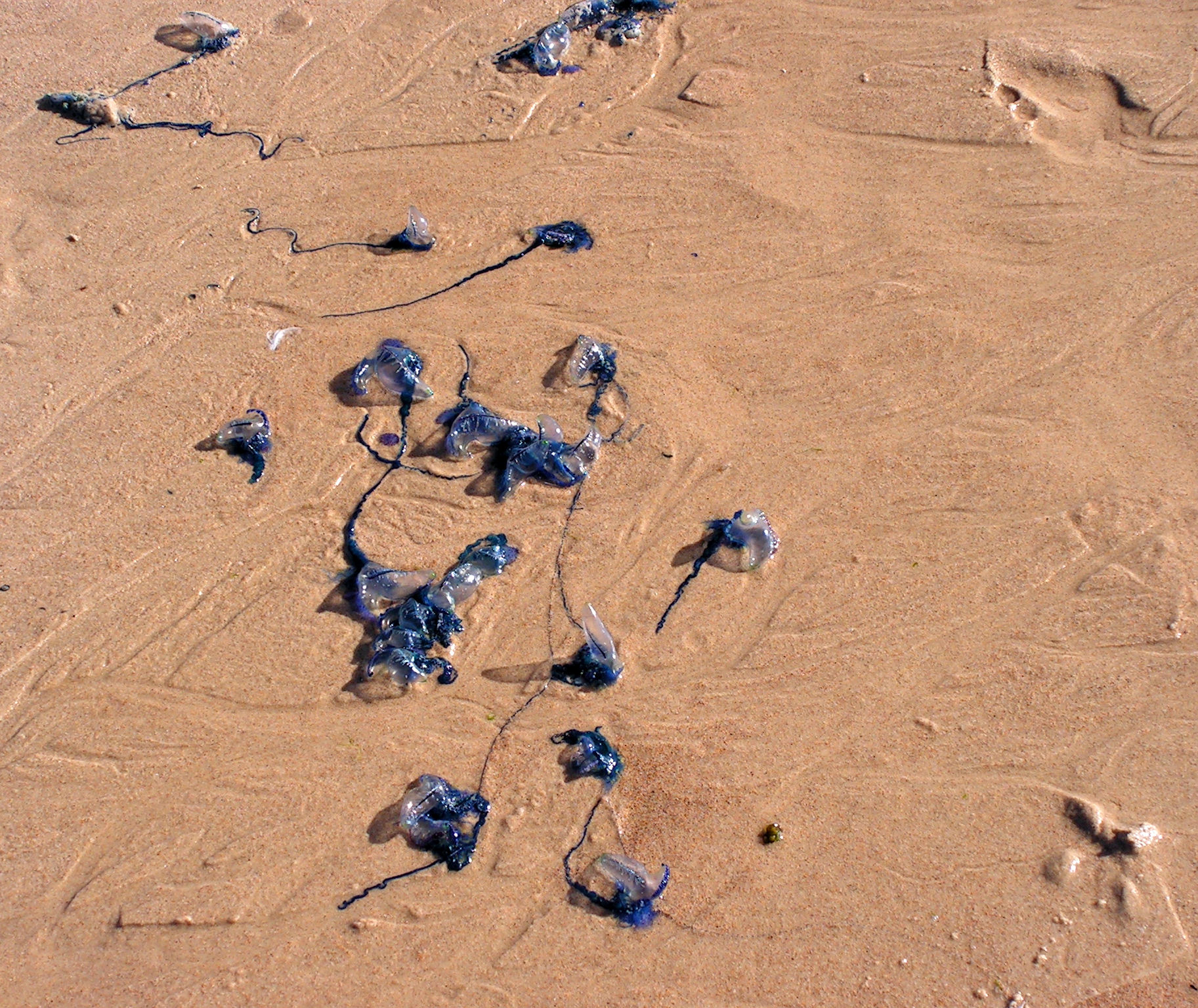
Echouage de l'hydrozoaire Physalia physalis (dangereuse).